# Grunge (personaggio)
Grunge il cui vero nome è Percival Edmund "Eddie" Chang è un personaggio della serie a fumetti WildStorm Gen¹³, scritta da Jim Lee e Brandon Choi e disegnata da J. Scott Capbell.

## Personalità
(Grunge)
All'apparenza Grunge è il tipico ragazzo americano medio. Appassionato di sport, in particolare il surf, film (soprattutto quelli di arti marziali con Bruce Lee, Jackie Chan o John Woo) e fumetti. Altra grande passione del ragazzo sono i videogiochi, con cui passa gran parte del suo tempo libero e di cui si vanta sempre d'essere imbattibile (sebbene sappiamo sia stato battuto sonoramente da Freefall almeno due volte).
Tuttavia dietro l'apparenza ordinaria Grunge nasconde un'incredibile risolutezza e fermezza di carattere, un'impareggiabile abilità nelle arti marziali (ha la cintura marrone in cinque discipline diverse) e persino una memoria fotografica, indice di una grande intelligenza che tiene tuttavia per sé per paura di essere considerato un nerd.
Grunge è l'anima del gruppo ed è quello che più di tutti in squadra riesce a trovare il lato positivo delle situazioni e a divertirsi anche quando sembra impossibile.
Nonostante questo faccia pensare sia un incosciente in realtà Grunge pensa molto alle sue azioni, difatti quando fu costretto ad uccidere Kid Apollo per salvare la vita a tutti i Gen¹³ fu a lungo tormentato dalla sua azione.
È infatuato del bel corpo di Fairchild, ma condivide un profondo legame con Freefall, la quale è innamorata di lui. Nonostante egli la consideri solo un'amica è spesso evidente provi qualcosa per lei.

## Biografia del personaggio

### Infanzia e adolescenza
Figlio di Philip Chang, Edmund passò l'infanzia ammirando il padre di cui sapeva ben poco ma che vedeva come un modello. Dapprima il tipico nerd isolato e preso in giro da tutti, grazie al sostegno del padre e dell'amato fratello Absolom Eddie divenne un vero uomo, capace di reinventare se stesso. Ragazzo tutto-americano, appassionato di skateboard e surf e pigro nei confronti del lavoro.
La sua intelligenza lo portò ad essere ammesso in parecchie scuole prestigiose, ma infine optò per arruolarsi nel progetto Genesis, che considerava solo un programma governativo per ragazzi dotati. Qui conoscerà Caitlin Fairchild e Roxy Spaulding con cui stringerà una profonda amicizia.

### Gen¹³
Una sera scoprirà accidentalmente la verità sul progetto Genesis e deciderà di fuggire assieme alle amiche, durante la fuga i tre manifestano i loro poteri latenti e, aiutati dall'ex capo del Team 7 John Lynch diverranno i Gen¹³.
Nella squadra Grunge stringerà un forte rapporto d'amicizia con Burnout, che si può definire il suo migliore amico e dei rapporti particolari con le tre bellissime superdonne che lo affiancano in ogni avventura. Grunge è infatti infatuato delle forme di Fairchild, e spesso infrange la sua privacy per spiarla, tuttavia la ragazza non gli dà corda e lo considera solo un amico. Con Freefall ha invece un'alchimia molto evidente, ma nonostante lei abbia una cotta per lui egli la considera solo una buona amica. Rainmaker è invece una sorta di voce della ragione, che cerca di fargli capire i sentimenti provati da Roxy e a convincerlo di lasciar stare Fairchild, senza tuttavia che Grunge l'ascolti mai.
In un'avventura durante la quale lui e Freefall faranno una vacanza a Las Vegas finiranno nei guai per un malfiunzionamento dei suoi poteri che li trasforma in statue.
Durante un'altra avventura che vede il gruppo opporsi al supercriminale Helmut, Grunge dimostra per la prima volta le sue doti di risolutezza e intelligenza creando un sistema sonoro che lo destabilizzi. In un'alterna occasione si cimenterà in una sfida d'ingegno con un giocattolaio malvagio che rapisce le ragazze della squadra, Grunge utilizzerà contro di lui i suoi stessi giocattoli per rintracciare le compagne, in seguito lo inseguirà fino nel deserto dove se lo lascerà sfuggire per non aver bevuto abbastanza acqua ed essere diventato vittima di potenti allucinazioni.
Tornato a scuola si iscriverà alla stessa classe di Fairchild, con somma sorpresa della ragazza che si meraviglia abbia superato il test d'ammissione. Le vite dei ragazzi tuttavia saranno interrotte quando la loro domestica bionica (Anna) verrà fatta esplodere insieme alla loro casa dalle Operazioni Internazionali.
Grunge farà anche due viaggi nello spazio. Il primo verrà posseduto da un parassita alieno e quasi ucciso, il secondo sarà invece un tranquillo viaggio sulla luna.
A Grunge sono inoltre state dedicate diverse One-shot personali che lo vedono protagonista assoluto. Spesso parodie dell'agente 007.

### Worldstorm
Dopo l'arrivo di Capitan Atom nell'universo Wildstorm l'intera linea temporale del modo di Gen¹³ viene riscritta e le vite dei personaggi modificate.
La differenza principale nella storia di Grounge è il forte legame con la madre (morta nella versione precedente) e il fatto che il progetto Genesis venga rimpiazzato da Tabula Rasa, dall'analogo funzionamento e intenzioni. La storia procede in maniera pressoché identica alla versione precedente, con la differenza che oltre ad essere l'anima comica della squadra Grunge è ora rappresentato anche come iperprotettivo verso i suoi compagni, tanto che arriverà ad uccidere Kid Apollo per impedirgli di far loro del male.
Dopo quest'azione passerà un periodo di profonda crisi interiore che lo porterà ad uno stato di depressione, da cui uscitùrà grazie all'aiuto di Caitlin e soprattutto di Roxy, che gli farà capire che ciò che ha fatto è stato giusto perché se non l'avesse fatto loro ora non sarebbero lì.
Dopo l'armageddon vivrà una dura esperienza come massa d'energia umana dopo aver copiato la potenza cinetica di un fulmine, ma tornerà normale grazie a Rainmaker.
Sua sarà l'idea di far raccontare ad ogni membro del gruppo una sua idea di mondo post-atomico, dando origine ad una sorta di versione Gen¹³ del Decamerone.

## Poteri e abilità
Grunge ha il potere dell'Assorbimento tattoimitativo, ovvero di copiare le caratteristiche molecolari degli oggetti con cui entra in contatto. Per esempio se tocca un pezzo di ferro tutto il suo corpo si tramuta in ferro e lui ottiene una forza ed una resistenza sovrumana. Il limite di questa sua capacità non è mai stato esplicitamente dichiarato, in alcune occasioni si è visto imitare le proprietà della sabbia toccando della roccia. Ciò è possibile sfruttando la proprietà secondo la quale la sabbia è roccia sgretolata.
Ciò gli consente anche di tramutarsi in roccia mentre è di sabbia.
Grunge appare inoltre in grado di riparare il suo corpo qualora vada distrutto, tuttavia vale solo se si trova in forma mutata quando avviene la mutilazione. Difatti se per esempio mentre è tramutato in roccia gli viene strappato un braccio, tornato in forma normale sarà come nuovo.
Grunge può copiare qualunque tipo di materiale, che sia solido, liquido o gassoso, primario o secondario, organico o inorganico.

Grunge nel film animato

Sebbene inizialmente gli autori avevano dichiarato che Grunge non può copiare le abilità fisiche degli altri superumani col progredire della serie lo si è visto farlo più volte. Tuttavia sembra non essere in grado di scegliere con precisione quale potere copiare quando tocca un altro individuo Gen attivo. Per esempio toccando Caitlin Fairchild con l'intenzione di imitarne la superforza si è una volta ritrovato trasformato in una donna con tanto di avvenenti seni e muscoli evidenti come tipico di Caitlin.
Oltre alle sue capacità sovrannaturali Grunge è anche un eccellente artista marziale e possiede una memoria ediatica.

## Altre versioni
- Nella serie WildeC.A.T.s/Spawn del leggendario Alan Moore, in cui Spawn prende il posto ed i poteri di Satana e sottomette il mondo Wildstorm ribattezzatosi Ipissimus, Grunge è diventato l'amministratore finanziario del reame demoniaco assieme all'amico Bobby.

## Altri media
- Nella versione animata di Gen¹³ la voce del personaggio è data da Michael Balzary, più noto come Flea dei Red Hot Chili Peppers.